# LGBT práva v Podněstří
Lesby, gayové, bisexuálové a transsexuálové (LGBT) se v Podněstří mohou setkávat s právními problémy neznámými pro nehomosexuální obyvatele. Podněsterská Moldavská republika (PMR) je mezinárodně neuznaný odtržený státní útvar s vlastním právním řádem. Situaci LGBT jedinců v Podněstří lze svým způsobem odvodit z jejich životních podmínek v Moldavsku, jelikož je stále de jure považováno za součást Moldavska, ačkoli je de facto samostatné.

## Zákony týkající se stejnopohlavní sexuální aktivity
Dobrovolná stejnopohlavní sexuální aktivita je v Podněstří legální navzdory mnohým zahraničním zdrojům tvrdícím, že nikoli. § 131 Trestního zákona Podněstří, který se zde stal účinným v červnu 2002, stanovuje, že vykonání sodomie, lesbického styku nebo soulože s osobou mladší 16 let je trestné. Nicméně není v něm jakákoli zmínka o trestnosti "sodomie a lesbismu" mezi osobami staršími 16 let. Všechny ostatní paragrafy týkající se sexuálních deliktů, mezi něž patří sexuální nátlak a obtěžování, zaujímají k sexuálnímu styku, sodomii i lesbismu stejné stanovisko. V trestních zákonech Podněstří neexistují žádné zákony, které by přímo kriminalizovaly stejnopohlavní styk nebo spáchání sodomie a lesbismu.
I přesto LGBT jedinci jsou zde obětí politické a sociální diskriminace.

## Stejnopohlavní soužití
Podněstří neuznává žádnou formu stejnopohlavního soužití. Zákon o manželství a rodině s účinností od r. 2002 stanovuje manželství jako dobrovolný trvalý svazek muže a ženy. Zákon neuznává žádnou jinou právní formu soužití, jak pro homosexuální páry, tak i pro heterosexuální páry.

## Životní úroveň
| Legální stejnopohlavní styk                                                             | (2002)     |
| Stejný věk legální způsobilosti k pohlavnímu styku pro obě orientace                    | (2002)     |
| Anti-diskriminační zákony v zaměstnání                                                  | (Navrženo) |
| Anti-diskriminační zákony v přístupu ke zboží a službám                                 | No         |
| Anti-diskriminační zákony v ostatních oblastech (homofobní urážky, zločiny z nenávisti) | No         |
| Gayové a lesby smějí otevřeně sloužit v armádě                                          |            |
| Stejnopohlavní manželství                                                               | No         |
| Jiná forma stejnopohlavního soužití                                                     | No         |
| Adopce dítěte partnera                                                                  | No         |
| Společná adopce dětí stejnopohlavními páry                                              | No         |
| Možnost změny pohlaví                                                                   |            |
| Přístup k umělému oplodnění pro lesbické ženy                                           | No         |
| Náhradní mateřství pro gay páry                                                         | No         |
| MSM smějí darovat krev                                                                  | No         |